# Tortoplectellidae
Tortoplectellidae es una familia de foraminíferos bentónicos de la superfamilia Bolivinitoidea, del suborden Buliminina y del orden Buliminida. Su rango cronoestratigráfico abarca el Holoceno.

## Discusión
Clasificaciones previas incluían Tortoplectellidae en la superfamilia Loxostomatoidea del suborden Rotaliina y/o orden Rotaliida.

## Clasificación
Tortoplectellidae incluye al siguiente género:
- Tortoplectella †